# Aleksandr Krupski
Aleksandr Krupski (Irkutsk, Unión Soviética, 4 de enero de 1960) es un atleta soviético retirado especializado en la prueba de salto con pértiga, en la que ha conseguido ser campeón europeo en 1982.

## Carrera deportiva
En el Campeonato Europeo de Atletismo de 1982 ganó la medalla de oro en el salto con pértiga, con un salto por encima de 5.60 metros que fue récord de los campeonatos, superando a su compatriota Vladimir Polyakov (plata también con 5.60 m pero en más intentos) y al búlgaro Atanas Tarev (bronce igualmente con 5.60 m).
En el Campeonato Europeo de Atletismo en Pista Cubierta de 1984 ganó la medalla de bronce en la misma prueba, con un salto por encima de 5.50 metros, tras los franceses Thierry Vigneron y Pierre Quinon.